# Julio Herrera y Obes
Julio Herrera y Obes (9. ledna 1841 v Montevideu – 6. srpna 1912 tamtéž) byl uruguayský prezident (1890–1894) a myslitel.

## Názory
Julio Herrera y Obes byl představitelem tzv. „metafyzického spiritualismu“. Napsal tato hlavní díla: „Krize filozofie“ (1878) a „Pozitivní vědy“ (1878 až 1879). Jeho spiritualismus se úzce propletal s teologií. Julio Herrera y Obes hájil teologická dogmata, jako například existenci boží, nesmrtelnost duše a účelnost přírody.